# Pantolambda
Pantolambda is een geslacht van uitgestorven Paleocene zoogdieren behorend tot de Pantodonta. Pantolambda leefde tijdens het Midden-Paleoceen in Noord-Amerika. Het was een herbivoor en mogelijk semi-aquatisch.

## Kenmerken
Pantolambda was groot voor een zoogdier uit het Paleoceen met ongeveer de grootte van een schaap. Pantolambda was een van de eerste zoogdieren die zich uitbreidde naar de niches met grote dieren die door het uitsterven van de dinosauriërs vrijkwamen. P. bathmodon was de kleinste soort met een lichaamslengte van vijfentachtig centimeter, een schouderhoogte van vijfendertig centimeter en een geschat gewicht van tweeënveertig kilogram. P. cavirictum was de grootste soort met een lichaamslengte van honderdtwintig centimeter en een schouderhoogte van vijftig centimeter.
Het was een dier zonder speciale aanpassingen in de lichaamsbouw met een vaag katachtig lichaam, een zware kop met een korte, brede snuit en aanhechtingspunten voor krachtige kaakspieren, een lange staart, relatief korte en robuuste poten en vijftenige plantigrade voeten, die eindigden in stompe nagels die geen hoeven of scherpe klauwen waren. De gewrichten tussen de voetbotten waren vergelijkbaar met die bij de voeten van hoefdieren, en de voeten waren waarschijnlijk niet erg flexibel. Pantodonten zoals Pantolambda waren geen boombewoners. Pantolambda leefde vermoedelijk in bossen nabij water en mogelijk was het semi-aquatisch en leefde het in groepen.
De tanden hadden een selenodonte structuur, geëmailleerde ribbels met halvemaanvormige knobbels. Selenodonte tanden worden gevonden bij moderne grazers en knabbelaars zoals runderen en herten, maar de tanden van Pantolambda waren laaggekroond en wijzen op een niet erg gespecialiseerd dieet. Pantolambda heeft waarschijnlijk een mix van scheuten, bladeren, schimmels en fruit gegeten, eventueel aangevuld met wormen of eieren.
Paleohistologische analyse van schedels, skeletten en gebitsdelen van volwassen exemplaren en een juveniel van P. bathmodon heeft informatie opgeleverd over de ontwikkeling en levensverwachting van deze soort. Het gebit wijst er op dat de zwangerschapsduur ongeveer zeven maanden was, vergelijkbaar met die van hedendaagse placentadieren van hetzelfde formaat. Vermoedelijk werd één jong per keer geboren. De eerste kiezen braken al voor de geboorte door, zoals bij nestvlieders onder de hedendaagse zoogdieren. De lichaamsbouw bij juvenielen is vergelijkbaar met dat van volwassen dieren met onder meer een gespierd voorpoten. De zoogperiode bedroeg circa twee maanden. Het juveniel overleed toen het ongeveer 2,5 maand oud was en het geschatte gewicht op het moment van overlijden van zeventien kilogram wijst op een snelle groei. Met ongeveer een jaar was P. bathmodon geslachtsrijp. De meeste onderzochte exemplaren stierven op een leeftijd van twee tot vijf jaar. Het oudste exemplaar werd elf jaar en dit is ongeveer de helft van de levensduur van hedendaagse zoogdieren van vergelijkbaar formaat. 

## Fossielen
Fossielen zijn gevonden in de Amerikaanse staten New Mexico, Wyoming en Montana, in het bijzonder in het San Juan-bekken. De vondsten dateren uit de North American Land Mammal Ages Torrejonian en Tiffanian (62,5 - 56,4 miljoen jaar geleden). Er zijn drie soorten beschreven, waarvan fossielen op de volgende plaatsen zijn gevonden:
- Pantolambda bathmodon
  - Sandoval County, New Mexico

- Pantolambda cavirictum
  - Park County (Wyoming)
  - San Juan County (New Mexico)
  - Sandoval County, New Mexico
  - Carbon County (Wyoming)
  - Fremont County (Wyoming)

- Pantolambda intermedium
  - Hot Springs County, Wyoming/Washakie County, Wyoming
  - San Juan County, New Mexico
  - Sweet Grass County, Montana

P. bathmodon en P. intermedium leefden beide tijdens het Midden-Torrejonian (To2), waarbij laatstgenoemde soort iets eerder verscheen. P. cavirictum leefde tijdens het Laat-Torrejonian (To3) en Vroeg-Tiffanian (Tif1).